# Balmazújváros
Balmazújváros est une ville et une commune du comitat de Hajdú-Bihar en Hongrie.

## Jumelages
La ville de Balmazújváros est jumelée avec :
- Łańcut (Pologne)
- Valea lui Mihai (Roumanie)
- Gulbene (Lettonie)